# 寄合
寄合（よりあい）とは、日本の中世以降、郷村制における村の協議機関のことをいう。寺社や村役人の家で農事の規則や年貢の負担、村の経費の決算などが話し合われた。

## 寄合の種類
- 初寄合
- 村方寄合・重立寄合
- 総寄合